# Státní poznávací značky v Rusku

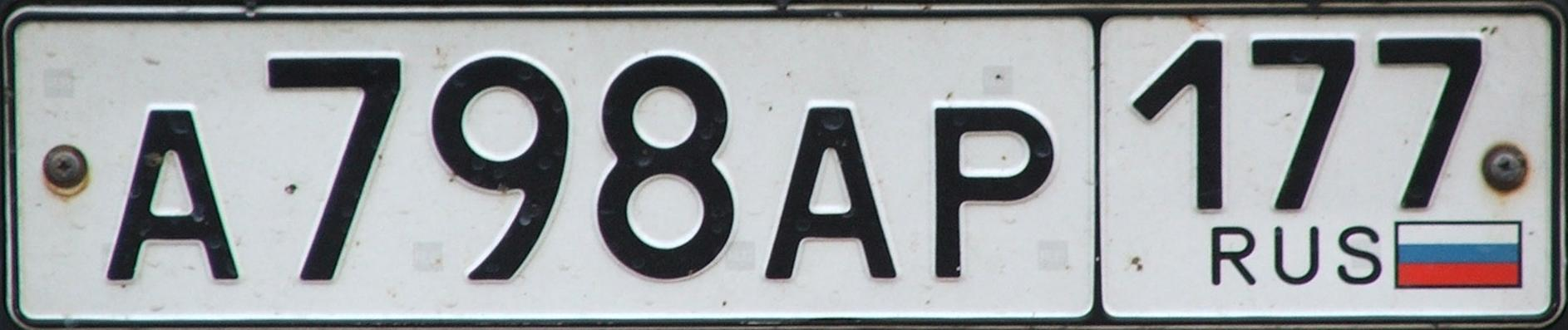
Ruská registrační značka (Moskva)

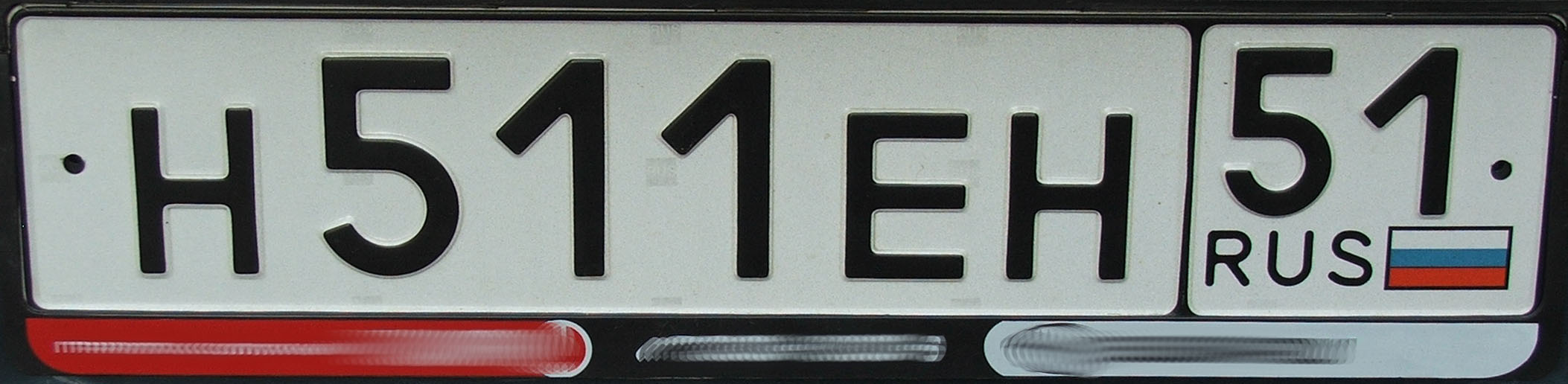
Ruská registrační značka (Murmanská oblast)

Ruské registrační značky mají písmena psaná v latince a v cyrilici. Značky jsou roztříděné na policejní, prezidentské a premiérské, vojenské, diplomatické a jiné.

## Regionální kódy

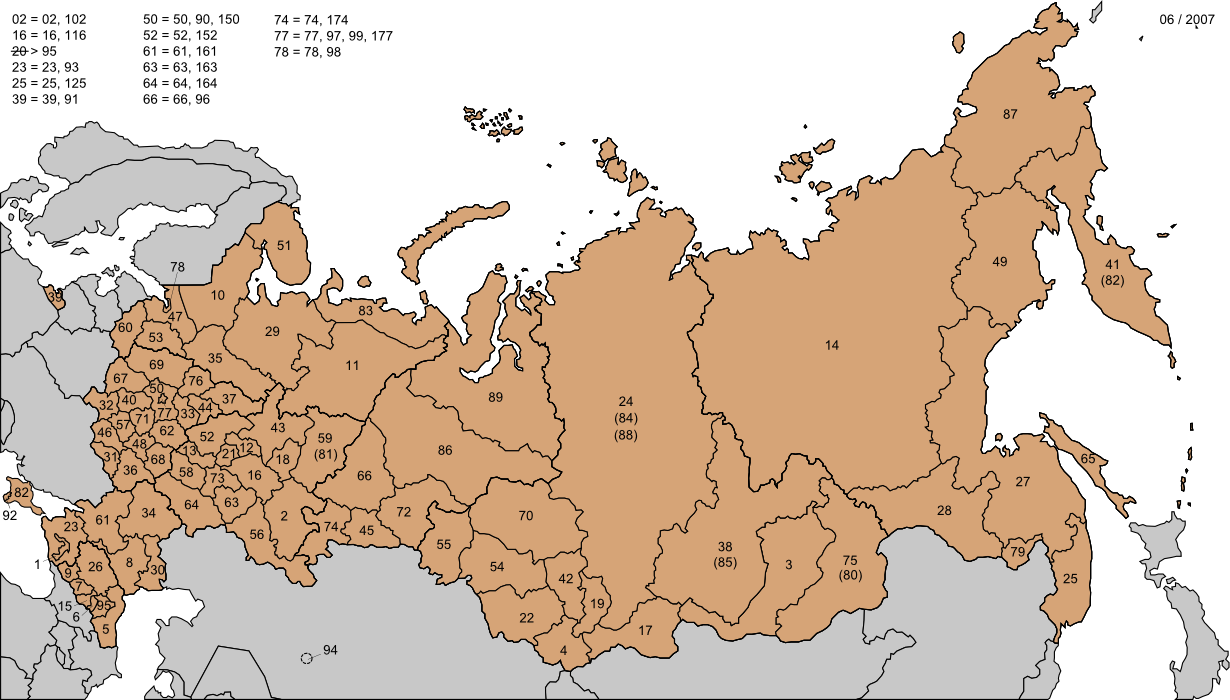
Čísla poznávacích značek v Ruské Federaci

| Kód                                 | Region Ruské Federace                   |
| ----------------------------------- | --------------------------------------- |
| 01                                  | Adygejská republika                     |
| 02, 102                             | Baškortostán                            |
| 03                                  | Republika Burjatsko                     |
| 04                                  | Altajská republika                      |
| 05                                  | Dagestánská republika                   |
| 06                                  | Ingušsko                                |
| 07                                  | Kabardsko-Balkarsko                     |
| 08                                  | Kalmycká republika                      |
| 09                                  | Karačajsko-Čerkesko                     |
| 10                                  | Karelská republika                      |
| 11                                  | Komijská republika                      |
| 12                                  | Marijsko                                |
| 13, 113                             | Mordvinsko                              |
| 14                                  | Sacha (Jakutsko)                        |
| 15                                  | Severní Osetie-Alanie                   |
| 16, 116, 716                        | Tatarstán                               |
| 17                                  | Tuvinská republika                      |
| 18                                  | Udmurtsko                               |
| 19                                  | Chakaská republika                      |
| 21, 121                             | Čuvašská republika                      |
| 22                                  | Altajský kraj                           |
| 23, 93, 123                         | Krasnodarský kraj                       |
| 24, 84, 88, 124                     | Krasnojarský kraj                       |
| 25, 125                             | Přímořský kraj                          |
| 26, 126                             | Stavropolský kraj                       |
| 27                                  | Chabarovský kraj                        |
| 28                                  | Amurská oblast                          |
| 29                                  | Archangelská oblast                     |
| 30                                  | Astrachaňská oblast                     |
| 31                                  | Bělgorodská oblast                      |
| 32                                  | Brjanská oblast                         |
| 33                                  | Vladimirská oblast                      |
| 34, 134                             | Volgogradská oblast                     |
| 35                                  | Vologdská oblast                        |
| 36, 136                             | Voroněžská oblast                       |
| 37                                  | Ivanovská oblast                        |
| 38, 85, 138                         | Irkutská oblast                         |
| 39, 91                              | Kaliningradská oblast                   |
| 40                                  | Kalužská oblast                         |
| 41, (82)                            | Kamčatský kraj                          |
| 42, 142                             | Kemerovská oblast                       |
| 43                                  | Kirovská oblast                         |
| 44                                  | Kostromská oblast                       |
| 45                                  | Kurganská oblast                        |
| 46                                  | Kurská oblast                           |
| 47                                  | Leningradská oblast                     |
| 48                                  | Lipecká oblast                          |
| 49                                  | Magadanská oblast                       |
| 50, 90, 150, 190, 750               | Moskevská oblast                        |
| 51                                  | Murmanská oblast                        |
| 52, 152                             | Nižněnovgorodská oblast                 |
| 53                                  | Novgorodská oblast                      |
| 54, 154                             | Novosibirská oblast                     |
| 55                                  | Omská oblast                            |
| 56                                  | Orenburská oblast                       |
| 57                                  | Orelská oblast                          |
| 58                                  | Penzenská oblast                        |
| 59, 81, 159                         | Permský kraj                            |
| 60                                  | Pskovská oblast                         |
| 61, 161                             | Rostovská oblast                        |
| 62                                  | Rjazaňská oblast                        |
| 63, 163, 763                        | Samarská oblast                         |
| 64, 164                             | Saratovská oblast                       |
| 65                                  | Sachalinská oblast                      |
| 66, 96, 196                         | Sverdlovská oblast                      |
| 67                                  | Smolenská oblast                        |
| 68                                  | Tambovská oblast                        |
| 69                                  | Tverská oblast                          |
| 70                                  | Tomská oblast                           |
| 71                                  | Tulská oblast                           |
| 72                                  | Ťumeňská oblast                         |
| 73, 173                             | Uljanovská oblast                       |
| 74, 174                             | Čeljabinská oblast                      |
| 75, 80                              | Zabajkalský kraj                        |
| 76                                  | Jaroslavská oblast                      |
| 77, 97, 99, 177, 197, 199, 777, 799 | Moskva                                  |
| 78, 98, 178, 198                    | Sankt-Petěrburg                         |
| 79                                  | Židovská autonomní oblast               |
| 82                                  | Krymská republika                       |
| 83                                  | Něnecký autonomní okruh                 |
| 86, 186                             | Chantymansijský autonomní okruh - Jugra |
| 87                                  | Čukotský autonomní okruh                |
| 89                                  | Jamalo-něnecký autonomní okruh          |
| 92                                  | Sevastopol                              |
| 94                                  | Bajkonur                                |
| 95                                  | Čečenská republika                      |

## Diplomatická značka

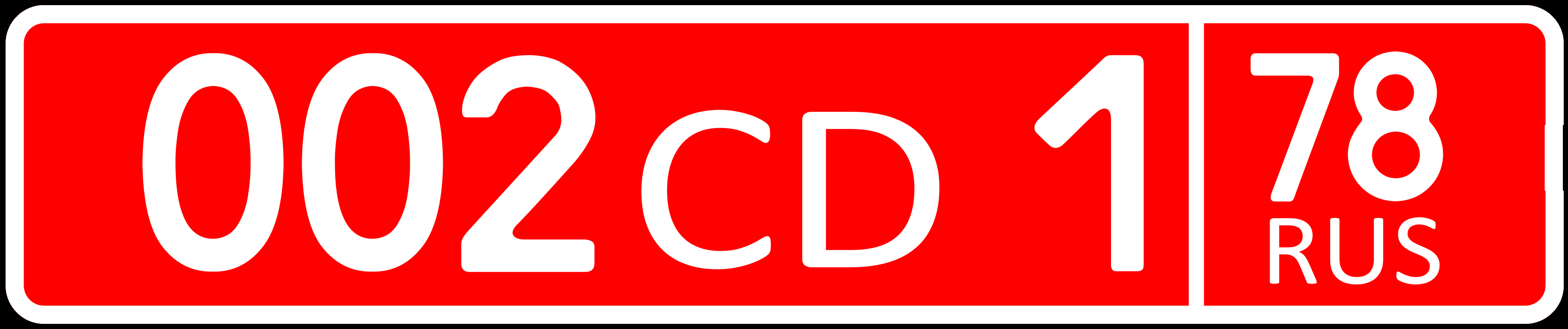
Ruská diplomatická značka

Diplomatická značka Ruska má čísla od 001 až 159.
Zde je význam čísel:
- 001 Spojené království
- 002 Německo
- 003 Kanada
- 004 Spojené státy americké
- 005 Japonsko
- 006 Španělsko
- 007 Francie
- 008 Belgie
- 009 Řecko
- 010 Dánsko
- 011 Itálie
- 012 Lucembursko
- 013 Nizozemsko
- 014 Norsko
- 015 Turecko
- 016 Austrálie
- 017 Rakousko
- 018 Alžír
- 019 Egypt
- 020 Rwanda
- 021 Argentina
- 022 Afghánistán
- 023 Myanmar (Barma)
- 024 Bolívie
- 025 Brazílie
- 026 Burundi
- 027 Ghana
- 028 Bangladéš
- 029 Guinea
- 030 Zambie
- 031 Peru
- 032 Indie
- 033 Indonésie
- 034 Jordánsko
- 035 Irák
- 036 Írán
- 037 Irsko
- 038 Island
- 039 Kambodža
- 040 Keňa
- 041 Kypr
- 042 Republika Kongo
- 043 Kostarika
- 044 Kuvajt
- 045 Laos
- 046 Libérie
- 047 Libanon
- 048 Libye
- 049 Mali
- 050 Maroko
- 051 Mexiko
- 052 Nepál
- 053 Nigérie
- 054 Venezuela
- 055 Nový Zéland
- 056 Pákistán
- 057 Burkina Faso
- 058 Senegal
- 059 nic
- 060 Somálsko
- 061 Súdán
- 062 Sierra Leone
- 063 Thajsko
- 064 Tanzanie
- 065 Tunisko
- 066 Uganda
- 067 Uruguay
- 068 Filipíny
- 069 Finsko
- 070 Srí Lanka
- 071 Čad
- 072 Švýcarsko
- 073 Švédsko
- 074 Ekvádor
- 075 Etiopie
- 076 Angola
- 077 Demokratická republika Kongo
- 078 Kolumbie
- 079 Kamerun
- 080 Guinea-Bissau
- 081 Portugalsko
- 082 Bulharsko
- 083 Maďarsko
- 084 Vietnam
- 085 Německo
- 086 Polsko
- 087 Severní Korea
- 088 Kuba
- 089 Mongolsko
- 090 Čína
- 091 Rumunsko
- 092 nic
- 093 Jugoslávie (nyní Srbsko)
- 094 Benin
- 095 Gabon
- 096 Guyana
- 097 Mauretánie
- 098 Madagaskar
- 099 Malajsie
- 100 Niger
- 101 Singapur
- 102 Togo
- 103 Střední Afrika
- 104 Jamajka
- 105 Jemen
- 106 nic nezobrazeno
- 107 Palestina
- 108 Nikaragua
- 109 Mosambik
- 110 Rovníková Guinea
- 111 Malta
- 112 Malta
- 113 Kapverdy
- 114 nic
- 115 Zimbabwe
- 116 Spojené arabské emiráty
- 117 Pobřeží slonoviny
- 118 Namibie
- 119 nic
- 120 Omán
- 121 Katar
- 122 nic
- 123 nic
- 124 Jižní Korea
- 125 Chile
- 126 Panama
- 127 Izrael
- 128 Severní Makedonie
- 129 Albánie
- 130 nic nezobrazeno
- 131 Vatikán
- 132 Litva
- 133 Sýrie
- 134 Estonsko
- 135 Lotyšsko
- 136 Bahrajn
- 137 JAR
- 138 Arménie
- 139 nic nezobrazeno
- 140 Saúdská Arábie
- 141 Slovinsko
- 142 Uzbekistán
- 143 Kyrgyzstán
- 144 Chorvatsko
- 145 Ázerbájdžán
- 146 Ukrajina
- 147 Moldavsko
- 148 Česko
- 149 Slovensko
- 150 Bělorusko
- 151 Tádžikistán
- 152 Turkmenistán
- 153 Kazachstán
- 154 Guatemala
- 155 Bosna a Hercegovina
- 156 Eritrea
- 157 Paraguay
- 158 Gruzie
- 159 Brunej

## Policejní

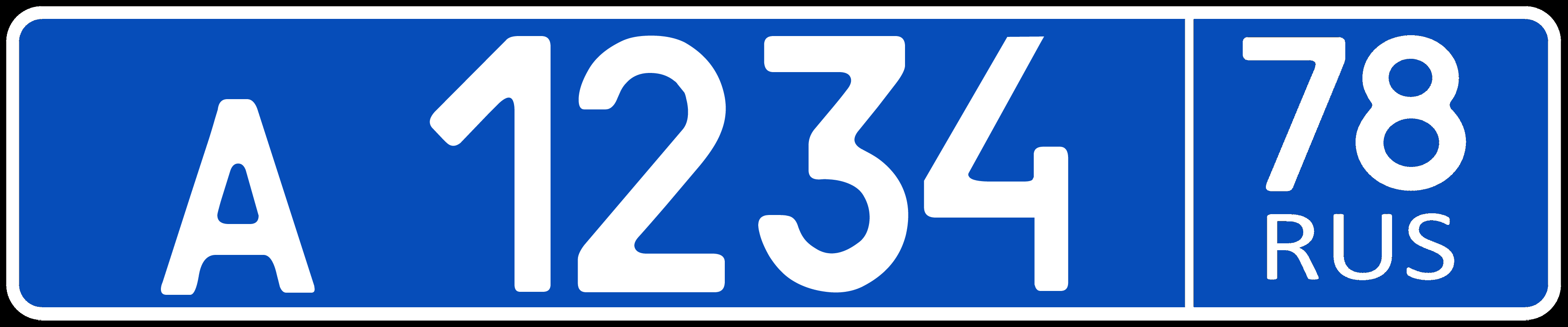
Ruská policejní značka

Ruská policejní registrační značka má: modré pozadí, bílé 4 číslice a 1 písmeno a za čísly a písmeny má na rohu napsáno: „RUS“ a nad ním číslo.

## Prezidentské a premiérské

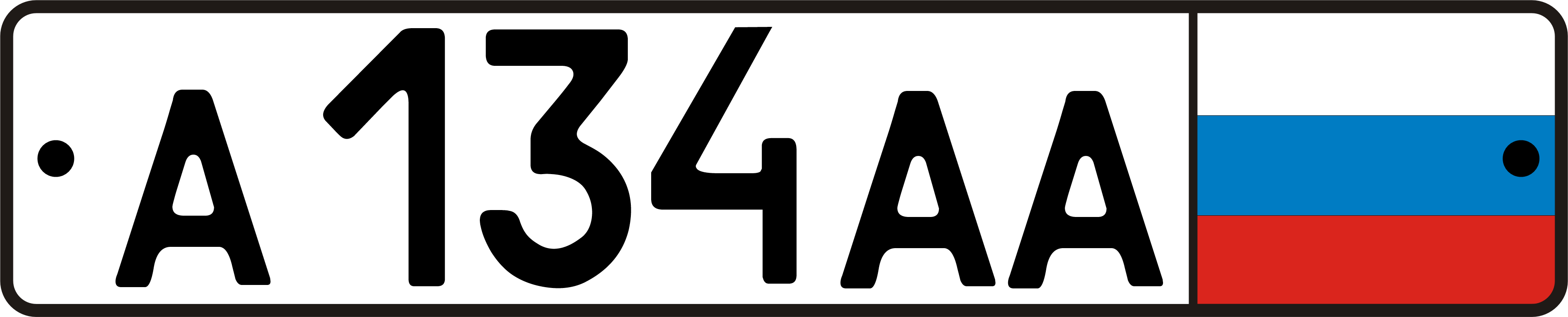
Ruská prezidentská a premiérská registrační značka

Premiér (Dmitrij Medveděv) a prezident (Vladimir Putin) jezdí ve vozidle s touto registrační značkou.
Značka má bílé pozadí a černé číslice a písmena. Písmena jsou na registrační značce pouze 4, číslice jenom 3. Premiérská a prezidentská značka má na pravém rohu velikou ruskou vlajku.

## Vojenské

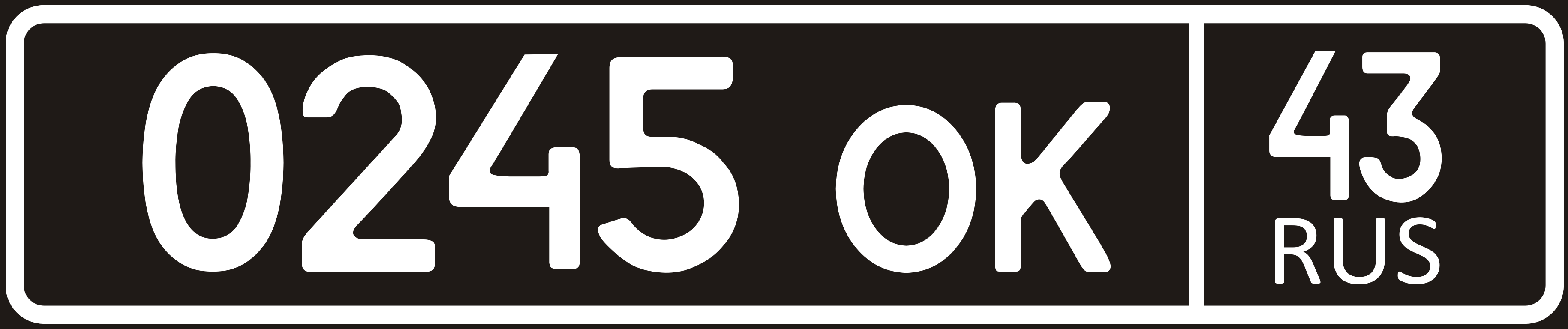
Ruská vojenská registrační značka

Má černé pozadí, na něm 4 bílé číslice a 2 bílá písmena. Na pravém rohu čtverec a v něm 2 bílá čísla, pod čísly je napsáno „RUS“.